# Ruszkatő

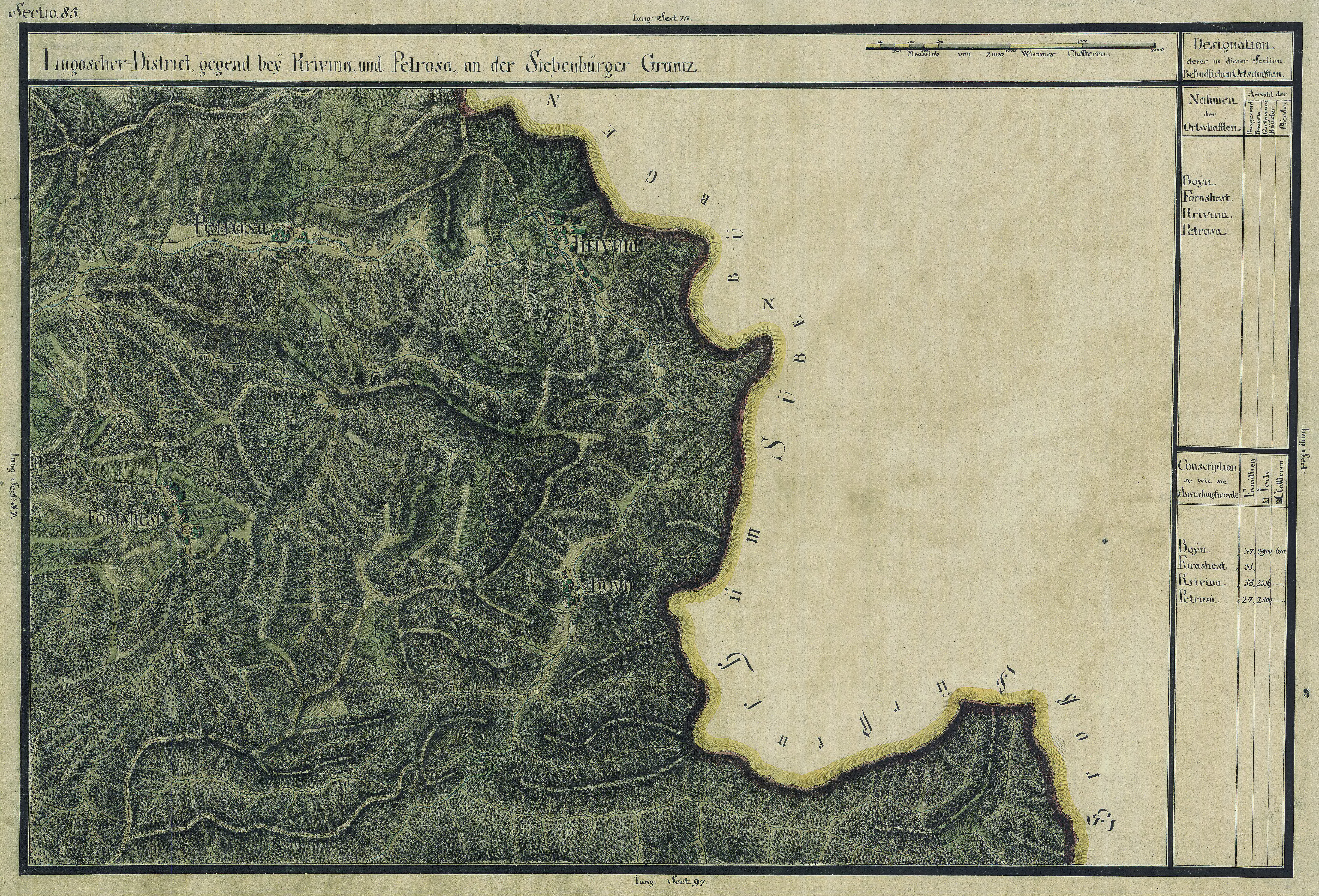
Ruszkatő egy régi térképen

Ruszkatő románul: Poieni, falu Romániában, a Bánságban, Temes megyében.

## Fekvése
Facsádtól délkeletre, a Ruszka-havas tövében, Forrásfalva, Felsőgörbed s Dobrina közt fekvő település.

## Története
Ruszkatő nevét 1514-1516 között említette először oklevél Pleyen [Pojen] néven. 1596-ban Poyen, 1617-ben Poeni, 1785-ben Bojin [Pojin], 1808-ban Pojen, Pojeni, 1888-ban Pojén, 1913-ban Ruszkatő néven írták.
1851-ben Fényes Elek írta a településről: „Pojen, Krassó vármegyében, Erdélyhez közel, magas, hegyes vidéken, 4 katholikus, 376 óhitű lakossal, anyatemplommal, szép erdővel. A Béga vizének egyik ága itt veszi eredetét. Bírják Draskovics és Bogdanovics családok.”
A trianoni békeszerződés előtt Krassó-Szörény vármegye Facsádi járásához tartozott.
1910-ben 698 lakosából 650 román, 46 magyar volt. Ebből 650 görög keleti ortodox, 26 római katolikus, 17 református volt.

## Nevezetességek
1791-ben épült, Szent Paraszkiva tiszteletére szentelt ortodox fatemploma a romániai műemlékek jegyzékében a TM-II-m-A-06274 sorszámon szerepel.